# ステウンス・クリント
ステウンス・クリント（Stevns Klint, ステウンス断崖）はデンマーク、シェラン島にある白亜質の断崖である。地質時代区分のダニアン期の模式地の一つとなっている。海岸沿いの14.5キロメートルないし15キロメートルにわたる断崖であり、度重なる浸食によって40メートル以上の高さになった。デンマークの首都コペンハーゲンの南方45キロメートルに位置するこの断崖は、スカンジナビア半島、南ヨーロッパ、アフリカを行き来する渡り鳥の通り道としての重要性、希少生物の生息地としての重要性、さらには軍事史上の文化的価値を有する場所であるとともに、世界でもK-Pg境界が特によく露出した場所の一つという地質学的重要性を持つ。その地質学的価値が認められ、2014年にUNESCOの世界遺産リストに登録された。
スティーブンス・クリント等と表記されることもある。

## 地質学
ステウンス・クリントは、マーストリヒチアン期（7200万年前 - 6600万年前）の最上層からダニアン期（6600万年前 - 6200万年前）の最下層が露出している。イリジウムを含む数センチメートルの黒色粘土岩層が、K-Pg境界を明瞭に示している。K-Pg境界は恐竜絶滅の原因ともいわれるチクシュルーブ・クレーターを形成した隕石（チクシュルーブ衝突体）衝突の痕跡と考えられており、同クレーターが海中にあるのに対し、ステウンス・クリントはその観察が容易であるため、地球史の解明への貢献も大きかった。その時期の化石も多く産出しており、K-Pg境界における大量絶滅前後の生態系の研究にも貢献している。ステウンスの地層群は1953年に建てられた冷戦期の要塞のトンネル（後述）の中でも見ることができる。断崖の外肛動物を含む白亜は、通常兵器と核兵器の双方に対して高い耐衝撃性を備えている。

## 世界遺産
デンマーク当局は2013年に推薦した。世界遺産委員会の諮問機関である国際自然保護連合（IUCN）は「登録」を勧告し、2014年の第38回世界遺産委員会で正式登録された。同じ年に申請されていたワッデン海（ドイツ・オランダの世界遺産として2009年に登録）のデンマーク側への拡大も認められたため、デンマークは世界遺産リスト登録件数を2件増やして6件とした。デンマークの世界遺産登録は2004年のイルリサット・アイスフィヨルド以来のことである。

### 登録名
世界遺産としての登録名は英語登録名、仏語登録名ともデンマーク語をそのまま使った Stevns Klint である。その日本語表記は以下のように揺れがある。
- スティーブンス・クリント （日本ユネスコ協会連盟[9]、地球の歩き方編集室[15]ほか[3]）
- スティーヴンス・クリント （『今がわかる時代がわかる世界地図2015年』[16]）
- ステウンスクリント （『なるほど知図帳・世界2015』[17]）
- ステウンスの崖壁 （世界遺産検定事務局[18]）

### 登録基準
この世界遺産は世界遺産登録基準のうち、以下の条件を満たし、登録された（以下の基準は世界遺産センター公表の登録基準からの翻訳、引用である）。
- (8) 地球の歴史上の主要な段階を示す顕著な見本であるもの。これには生物の記録、地形の発達における重要な地学的進行過程、重要な地形的特性、自然地理的特性などが含まれる。
  - 世界遺産委員会はこの基準の適用理由として、「この資産は約6700万年前の白亜紀末に起こったチクシュルーブ隕石の衝突の、地球規模で傑出した代表例を提示している」、「ステウンス・クリントは科学、とりわけK-Pg境界の明確化と説明に関する科学への過去、現在、未来の貢献の点で、高度の重要性を有する」[19]等と説明した。

## 沿岸の建造物

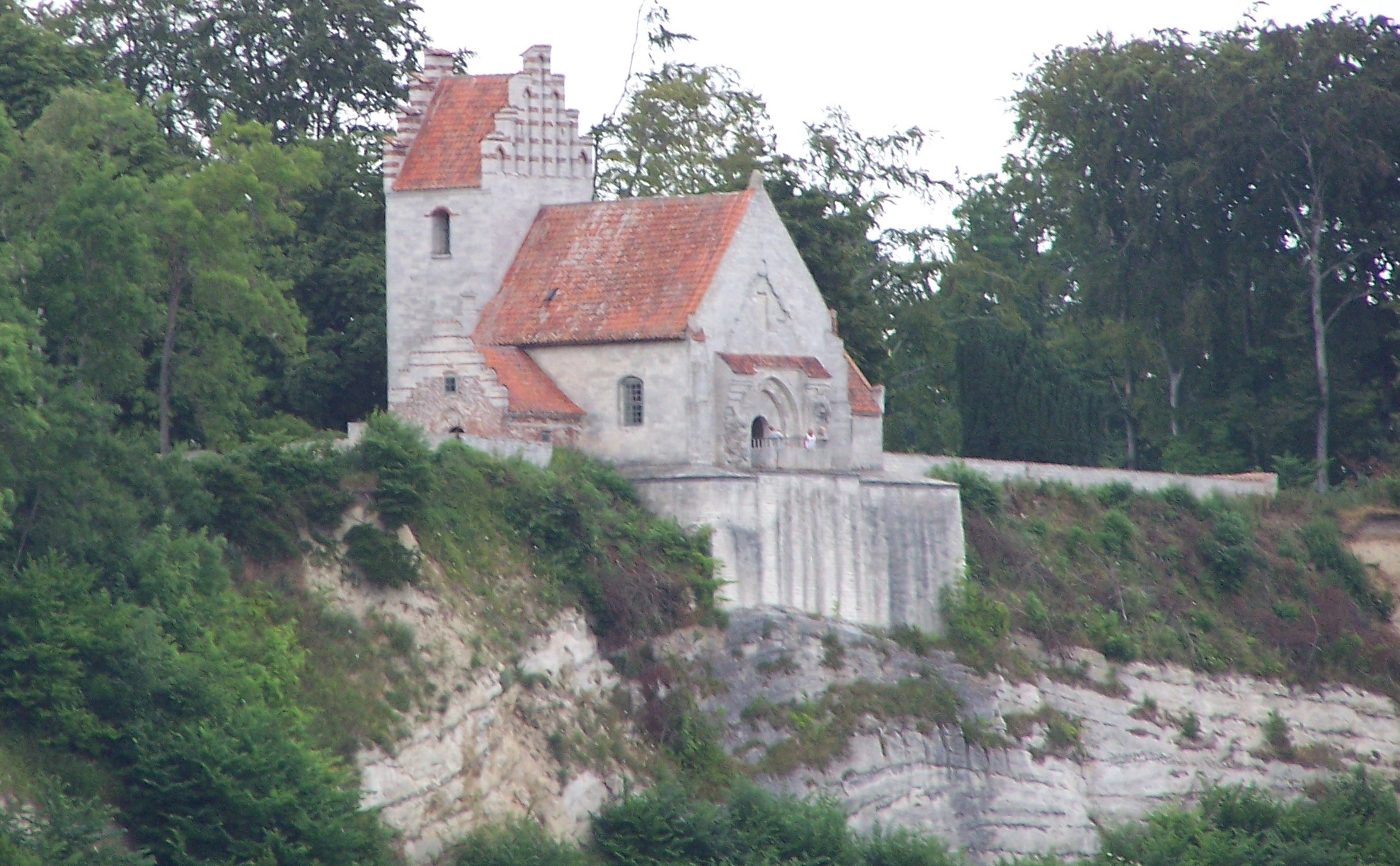
旧 Højerup 教会

2008年にステウンスの要塞が冷戦博物館として一般公開された。博物館の特色は軍備の大規模な展示と、要塞地下施設での1時間半ほどのガイド・ツアーである。地下施設には1.6キロメートルのトンネル群、居住区、司令部などがあり、病院や礼拝堂も備わっている。また、15センチ砲2門のための補給廠2棟も残る。トンネル群は地下18メートルから20メートルの深さで、ステウンスの白亜層に穿たれている。最高機密であったこの要塞は1953年に建造されたもので、2000年まで実際に稼動していた。
ステウンスの断崖の上には、西暦1200年に遡る旧Højerup教会（Højerup Gamle Kirke）が建っている。この教会からの階段を通って崖に行くことも出来る。この教会には浸食の結果、断崖が迫り、1928年の地すべりでは内陣が崩壊し、崖下に転落した。これにかわる新しい教会（Højerup Kirke）は1913年に崖から300メートルのところに建てられた。